# Romain Matthys
Romain Matthys (Seraing, 10 juli 1998) is een Belgische doelman die voor MVV Maastricht speelt.

## Carrière

### RFC de Liège
Matthys begon met voetballen bij Euro Youth Liège 75, dat in 2007 een fusie aanging met Daring Club De Cointe. In 2012 sloot hij zich aan bij de jeugdopleiding van RFC de Liège, waar hij in het seizoen 2015/16 voor het eerst op de bank mocht zitten bij het eerste elftal. Op 7 augustus 2016 maakte hij zijn officiële debuut voor het eerste elftal van de club tijdens de bekerwedstrijd tegen RFC Warnant, die de Luikenaars met 1-3 wonnen.
Zijn eerste competitiewedstrijd voor RFC de Liège speelde hij tegen RRC Hamoir op 13 november 2016. Vanaf eind januari 2017 werd hij de vaste eerste doelman van de club. Matthys speelde in zijn debuutseizoen achttien competitiewedstrijden voor RFC de Liège, waaronder eindrondewedstrijden tegen Royal Olympic Club de Charleroi, Olsa Brakel en Eendracht Aalst. RFC de Liège miste uiteindelijk op een haar na de promotie naar Eerste klasse amateurs. Een jaar later promoveerde de club wél naar Eerste klasse amateurs, waar Matthys eerste doelman bleef.

### KAS Eupen
In juli 2019 versierde hij een transfer naar eersteklasser KAS Eupen, waar hij een contract voor drie seizoenen ondertekende. Hij werd er samen met Abdul Nurudeen de doublure van eerste doelman Ortwin De Wolf. In zijn debuutseizoen bij Eupen speelde hij slechts één officiële wedstrijd: een bekerwedstrijd tegen Cappellen FC, die Eupen won na strafschoppen.

### RWDM (huur)
In augustus 2020 leende de club hem voor een seizoen uit aan RWDM. Op 10 oktober 2020 maakte hij zijn officiële debuut voor de club in de bekerwedstrijd tegen Union Rochefortoise, die de Molenbekenaren met 1-8 wonnen. Toen eerste doelman Anthony Sadin op 24 januari 2021 niet fit raakte voor de competitiewedstrijd tegen Lommel SK, mocht Matthys ook zijn debuut in Eerste klasse B maken. RWDM verloor deze wedstrijd met 3-2, terwijl het nochtans ging rusten met een 0-2-voorsprong. Een week later stond hij ook tussen de palen voor de derby tegen Union Sint-Gillis, die RWDM met 0-2 verloor. Nadien verdween hij weer uit doel ten voordele van Sadin.

### MVV (huur)
In juli 2021 werd hij, samen met Eupen-ploegmaats Simon Libert en Marciano Aziz, voor één seizoen verhuurd aan MVV Maastricht. Matthys startte er als de doublure van Thijmen Nijhuis, die in dezelfde zomer op huurbasis was gehaald bij FC Utrecht. Op 26 oktober 2021 maakte Matthys zijn officiële debuut voor MVV: in de bekerwedstrijd tegen ACV Assen liet trainer Klaas Wels hem starten. In deze wedstrijd was Matthys niet alleen goed voor een clean sheet, maar ook voor een assist: de debuterende doelman bediende Mart Remans voor de 0-2. Op 5 november 2021 maakte hij zijn competitiedebuut voor MVV: in de 0-1-zege tegen Jong AZ bleef hij de hele wedstrijd in doel staan. Matthys verdween dat seizoen niet meer uit doel bij MVV.

### MVV
In april 2022 ondertekende Matthys een tweejarig contract bij MVV, met optie op een derde seizoen.

## Clubstatistieken
| Seizoen         | Club             | Land               | Competitie              | Competitie | Competitie | Beker | Beker | Supercup | Supercup | Europees | Europees | Totaal | Totaal |
| Seizoen         | Club             | Land               | Competitie              | Wed.       | Dlp.       | Wed.  | Dlp.  | Wed.     | Dlp.     | Wed.     | Dlp.     | Wed.   | Dlp.   |
| --------------- | ---------------- | ------------------ | ----------------------- | ---------- | ---------- | ----- | ----- | -------- | -------- | -------- | -------- | ------ | ------ |
| 2015/16         | RFC de Liège     | Vlag van België    | Derde klasse B          | 0          | 0          | 0     | 0     | —        | —        | —        | —        | 0      | 0      |
| 2016/17         | RFC de Liège     | Vlag van België    | Tweede klasse amateurs  | 18         | 0          | 2     | 0     | —        | —        | —        | —        | 20     | 0      |
| 2017/18         | RFC de Liège     | Vlag van België    | Tweede klasse amateurs  | 28         | 0          | 5     | 0     | —        | —        | —        | —        | 33     | 0      |
| 2018/19         | RFC de Liège     | Vlag van België    | Eerste klasse amateurs  | 30         | 0          | 2     | 0     | —        | —        | —        | —        | 32     | 0      |
| 2019/20         | KAS Eupen        | Vlag van België    | Eerste klasse A         | 0          | 0          | 1     | 0     | —        | —        | —        | —        | 1      | 0      |
| 2020/21         | → RWDM           | Vlag van België    | Eerste klasse B         | 2          | 0          | 1     | 0     | —        | —        | —        | —        | 3      | 0      |
| 2021/22         | → MVV Maastricht | Vlag van Nederland | Keuken Kampioen Divisie | 26         | 0          | 2     | 0     | —        | —        | —        | —        | 28     | 0      |
| 2022/23         | MVV Maastricht   | Vlag van Nederland | Keuken Kampioen Divisie | 20         | 0          | 1     | 0     | —        | —        | —        | —        | 21     | 0      |
| Carrière totaal | Carrière totaal  | Carrière totaal    | Carrière totaal         | 124        | 0          | 14    | 0     | 0        | 0        | 0        | 0        | 138    | 0      |

Bijgewerkt op 30 januari 2023.